# Rio Mayo Airport
Rio Mayo Airport är en flygplats i Argentina.   Den ligger i provinsen Chubut, i den södra delen av landet, 1 600 km sydväst om huvudstaden Buenos Aires. Rio Mayo Airport ligger 546 meter över havet.
Terrängen runt Rio Mayo Airport är platt. Trakten runt Rio Mayo Airport är nära nog obefolkad, med mindre än två invånare per kvadratkilometer.. Närmaste större samhälle är Río Mayo, 2,2 km norr om Rio Mayo Airport.
Omgivningarna runt Rio Mayo Airport är i huvudsak ett öppet busklandskap.